# Fanor Velasco
Fanor Velasco Salamó (Santiago, 1843-Santiago, 28 de diciembre de 1907) fue un periodista, traductor, escritor y político chileno, miembro del Partido Liberal (PL). Se desempeñó como diputado de la República entre 1876 y 1879, además fue subsecretario de los ministerios de Justicia, Culto e Instrucción y Relaciones Exteriores, Culto y Colonización.

## Familia y estudios
Nació en Santiago de Chile en 1843, hijo de Juana Salamó Pérez y Francisco Velasco Ureta, ingeniero que fue gobernador de Rancagua. Realizó sus estudios primarios y secundarios en el Instituto Nacional General José Miguel Carrera, establecimiento educacional donde comenzó a mostrar dotes de hombre de letras; en sus aulas redactaba periódicos manuscritos que "deleitaban" a sus compañeros con artículos y poesías. Continuó los superiores en la carrera de derecho de la Universidad de Chile, sin embargo, los interrumpió para dedicarse al periodismo pero producto de sus escasos recursos económicos debió abandonar esos estudios.
Se casó con Carmela Velásquez Infante, con quien un hijo, Fanor, quien se casó con Ester Guerrero Garín y tuvo, entre otros hijos, a Soledad, la cual se casó con el político Enrique Méndez Carrasco, el cual se desempeñó como ministro de Tierras y Colonización en el segundo gobierno del presidente Carlos Ibáñez del Campo.

## Carrera profesional y política
Inició su carrera en el periodismo en 1866 en el periódico El Farol, con artículos satíricos que firmó con los seudónimos de "Roque" y "Barón de Parla Verdades". En 1867, colaboró en El Pueblo, en el que utilizó por primera vez el seudónimo "Juan Lanas", y, posteriormente, en El Ferrocarril (1855-1910), diario en el que cooperó con traducciones del francés.
En su calidad de redactor del periódico satírico La Linterna del Diablo (1867-1876), en el cual se burlaba de connotadas figuras públicas y políticas, se vio involucrado en la demanda por calumnias que emprendió una de ellas, Benjamín Vicuña Mackenna contra El Ferrocarril, La Linterna del Diablo y El Charivari. Según su hijo, Fanor Velasco Velásquez, quien realizó una investigación bibliográfica de los escritos de su padre, este fue el autor de las composiciones que detonaron la demanda y el posterior juicio de imprenta que se llevó a cabo en 1868. En medio de esta polémica, Favor Velasco, junto a José Joaquín Larraín Zañartu, publicó Los Demóstenes de la mayoría (1868), libro de corte satírico en el que a través de textos y caricaturas realizaron un análisis de la oratoria de parlamentarios del periodo.
En el mismo ámbito, en 1872 fundó, en unión con el psiquiatra Augusto Orrego Luco, la Revista de Santiago (la que duró hasta 1873) y en ella publicó la Crónica de la quincena, en estilo elegante; también publicó el folleto político llamado El Patronato y el biográfico, titulado los Demóstenes de la mayoría.
Entre 1874 y 1877, actuó como redactor de La República (1866-1878), medio semioficial del gobierno del presidente Federico Errázuriz Zañartu, en el que se encargó de la columna editorial. En esta mantuvo polémicas por sus críticas al ultramontanismo con El Estandarte Católico (1874-1891), dirigido por Crescente Errázuriz Zañartu, y con La Noche (1874-1875), periódico dirigido por Rómulo Mandiola que apareció en respuesta a "El Día", sección de crónica de La República escrita por Vicente Grez. En este contexto de polémica escribió el único número de El Jote (1875) junto a José Antonio Soffia, en el que lanzaron ataques al clero.
Militante del Partido Liberal (PL), en 1873 fue nombrado por el presidente Federico Errázuriz Zañartu como oficial mayor auxiliar (equivalente a subsecretario de Estado) del Ministerio de Justicia, Culto e Instrucción Pública, puesto gubernamental que mantuvo en las seguidas presidencias de Aníbal Pinto, Domingo Santa María y José Manuel Balmaceda. Dejó la función en 1887, y el 21 de junio de ese año —debido a una ley que reestructuró la administración del gobierno, reemplazando el cargo de oficial mayor auxiliar por el de subsecretario— fue nombrado por este último mandatario como subsecretario de Relaciones Exteriores, Culto y Colonización del Ministerio homónimo.
Simultáneamente, en las elecciones parlamentarias de 1876 postuló como candidato a diputado propietario por el Departamento de La Laja, resultando electo por período legislativo 1876-1879. En su rol de diputacional abogó por la secularización del Estado, apoyando la ley de cementerios, matrimonio y registro civil. Además, en su último año parlamentario, inició la guerra del Pacífico, conflicto bélico entre Chile, Perú y Bolivia, y en cual se desempeñó en Iquique en una Comisión Especial.
Posteriormente, en 1886 publicó un pequeño diccionario biográfico y un texto de lecciones sobre lenguaje, así como también, en 1888 publicó otro libro de estudio de similares características.
Con el triunfo del bando congresista contra el presidente José Manuel Balmaceda en la guerra civil de 1891 y consecuente caída de su gobierno el 29 de agosto de ese año, abandonó la jefatura de la Subsecretaría de Relaciones Exteriores, Culto y Colonización. Mientras se desarrollaba este conflicto, escribió un diario político en el que anotó reuniones Balmaceda, transcribió cartas y noticias del periodo. Algunas partes de este texto aparecieron en La libertad electoral (1886-1901). Sin embargo, el diario completo, a petición suya, fue publicado póstumamente por sus hijos con el título La revolución de 1891: memorias de Don Fanor Velasco (1914).
De la misma manera, en el diario La lei  [sic], insertó un estudio sobre la administración de Balmaceda y en La Nueva República escribió celebrando el triunfo de la revolución y citando el hecho de haber permanecido en su puesto de subsecretario durante todo esa instancia. Más tarde colaboró en El Ferrocarril de Santiago y en El Heraldo de Valparaíso, con artículos sobre educación y constitucionalismo.
En 1897 fue nombrado por el presidente Federico Errázuriz Echaurren como visitador de los liceos de la República. En este cargo, formó parte de la comisión que visitó los colegios de Santiago por encargo del ministro de Instrucción Pública. El informe que surgió de la visita mostró la insuficiencia de recursos materiales para el desarrollo de las clases e inadecuaciones a los programas vigentes del periodo. Además de este informe, envió otro de modo individual en el que propuso que las municipalidades fueran la entidad que se hiciera cargo de la situación contractual de preceptoras y preceptores.
Falleció en Santiago el 28 de diciembre de 1907, a los 64 años.